# Germaine Pichot

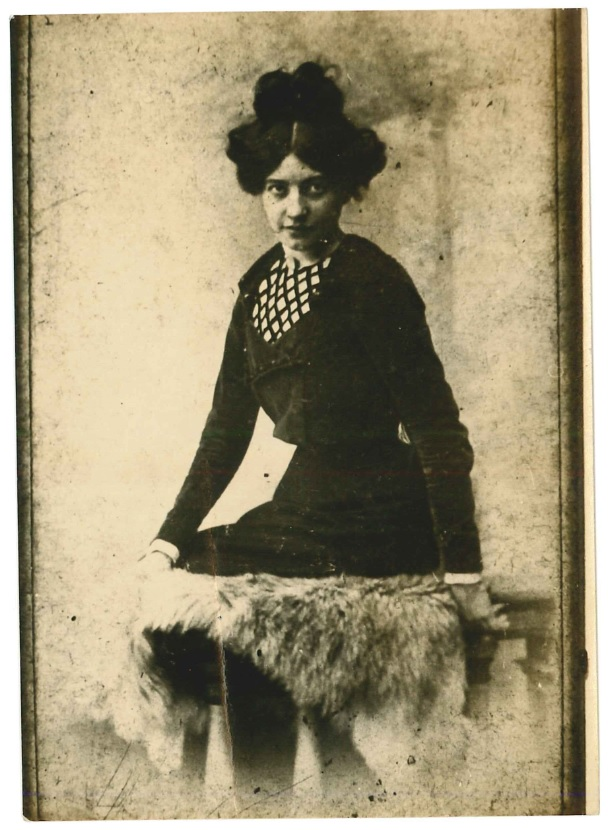
Germaine Pichot (circa 1905)

Germaine Pichot, eigentlich Laure Gargallo (* 1. Dezember 1880 in Paris; † 2. Dezember 1948 in Clichy), war ein Pariser Malermodell und zeitweise mit Pablo Picasso liiert.

## Leben
Laure Antonie Gargallo wurde am 1. Dezember 1880 im 18. Pariser Arrondissement als Tochter des Anstreichers Stanislas Thomas Gargallo und dessen Frau Julie Marie Riss geboren. Der Bildhauer Pablo Gargallo gehörte zu ihren Verwandten. In jungen Jahren heiratete sie einen Mann namens Vital Florentin; die Ehe wurde im Januar 1904 geschieden. Unter diesem Namen lernte sie Picasso in Paris kennen, als er im Jahr 1900 mit seinem Freund Carles Casagemas dort eintraf. Während Picasso eine Affäre mit Germaines Freundin oder Verwandter Louise Lenoir, die unter dem Namen Odette bekannt war, begann, verliebte sich Casagemas in Germaine, musste aber feststellen, dass er impotent war. Nach einer Reise nach Spanien, die er zusammen mit Picasso angetreten hatte, kehrte Casagemas 1901 ohne diesen nach Paris zurück. Bei einer Feier im Restaurant L’Hippodrome am 17. Februar 1901 gab Casagemas einen Schuss auf Germaine ab, der diese aber nicht, wie wohl beabsichtigt, tötete. Danach richtete Casagemas die Waffe auf sich selbst und brachte sich eine Kopfverletzung bei, an der er wenig später starb.
Picasso schuf Gemälde zum Tod und zur Bestattung Casagemas’; das Vorkommnis leitete seine Blaue Periode ein. Nach seiner Rückkehr nach Paris im Mai 1901 brach Picasso allerdings mit Odette und fing eine Beziehung mit Germaine an. Am 25. Februar 1908 heiratete diese Picassos Freund Ramon Pichot; zu den Trauzeugen gehörte der Schweizer Kunstmaler Rodolphe Fornerod, der 1903 Germaines jüngere Schwester Antoinette Gargallo (1883–1972) geheiratet hatte.  Sie lebte mit ihm auf dem Montmartre und wurde nach dem Ableben ihres Mannes 1925 von Picasso finanziell unterstützt. In den letzten Jahren ihres Lebens war sie dennoch verarmt und außerdem chronisch krank. Germaine Pichot starb am 2. Dezember 1948, einen Tag nach ihrem 68. Geburtstag, in Clichy bei Paris.

## Germaine Pichot in der Kunst
Germaine Pichot ist auf mehreren Gemälden Picassos zu sehen. Sie stand für Les deux  Saltimbanques, Femme assise avec un châle, La Vie und Au Lapin Agile Modell, die alle zu Beginn des 20. Jahrhunderts entstanden, und sie war das Motiv von Portrait de Germaine, das Picasso 1902 in Barcelona schuf. Sie war auch auf dem erst 1925 gemalten Les Trois Danseuses abgebildet.
La Vie war ursprünglich anders angelegt, als es sich heute präsentiert: Der junge Mann auf dem Gemälde war zunächst ein Selbstporträt Picassos, ehe dieser das Bild änderte und dem Mann die Züge Casagemas’ und der bei ihm stehenden jungen Frau die Germaines gab.
Les Trois Danseuses malte Picasso, als er vom Tod Pichots erfuhr. Auch dieses Bild enthält Porträts; Germaine erscheint ganz links auf dem Bild, Pichot rechts, Casagemas taucht als eine Art Gekreuzigter im Zentrum auf. Françoise Gilot, Picassos spätere Lebensgefährtin, lernte Germaine Pichot als alte Frau in den 1940er Jahren kennen und berichtete darüber in ihrer Autobiografie.